# المروج (طليطلة)

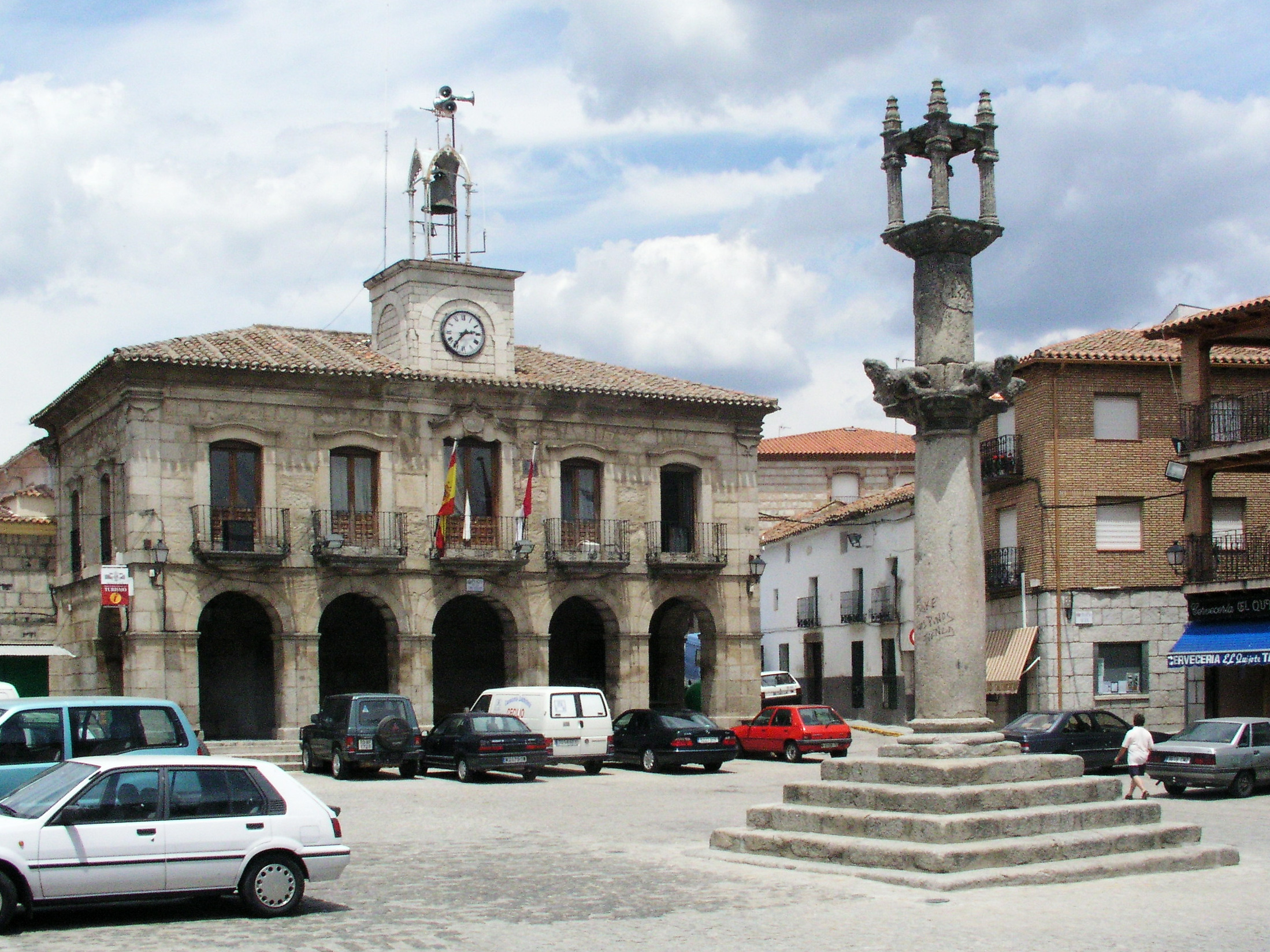
مجلس محلي للمروج

المُروج أو (نقحرة: الموروكس) هي بلدية تقع في مقاطعة طليطلة ، قشتالة والمنجى في إسبانيا .